# Praskavec

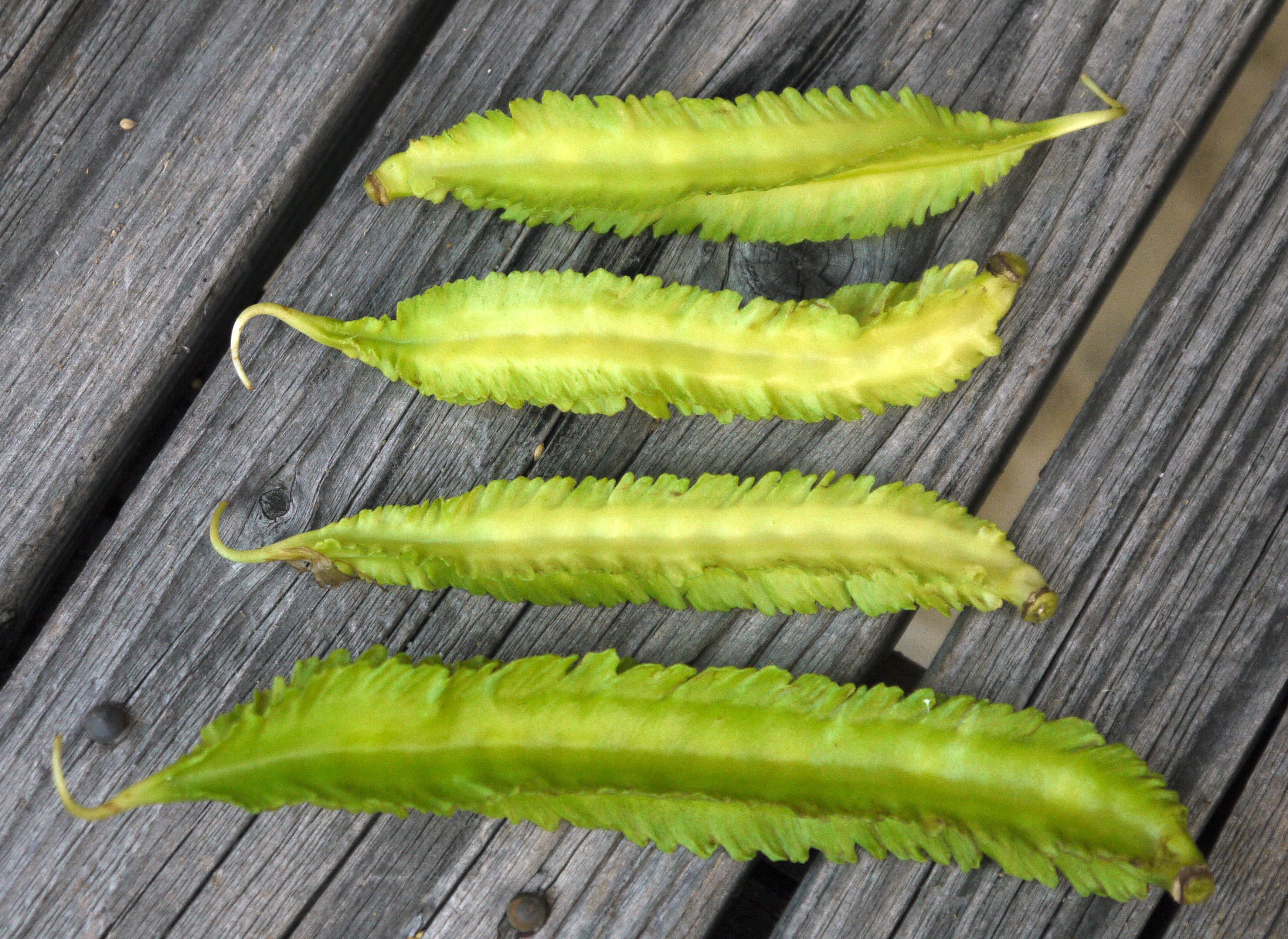
Plody psofokarpu

Praskavec (Psophocarpus), česky též psofokarpus, je rod rostlin řazený do čeledi bobovité (Fabaceae). Jsou to ovíjivé nebo poléhavé byliny, vyskytující se v počtu 10 druhů v tropické Africe a Asii. Praskavec ledencový (Psophocarpus tetragonolobus) je v tropech celého světa pěstován jako luštěnina, zelenina a pro jedlé hlízy.

## Popis
Praskavce jsou poléhavé nebo ovíjivé byliny. Pouze výjimečně rostou vzpřímeně. Postranní kořeny dužnatějí v kořenové hlízy. Listy jsou složené ze 3 lístků. Květy jsou buď samostatné nebo uspořádané v úžlabních hroznech. Koruna je růžovofialová až fialová, delší než kalich. Tyčinek je 10. Semeník je krátce stopkatý a obsahuje 3 až 21 vajíček. Plodem je podlouhlý, na 4 hranách křídlatý lusk s přehrádkami mezi semeny.

## Rozšíření
Rod praskavec zahrnuje asi 10 druhů. Je rozšířen v tropické jižní Asii a v Africe.

## Zástupci
- praskavec ledencový (Psophocarpus tetragonolobus)

## Význam
Ze všech druhů praskavce má největší význam praskavec ledencový (Psophocarpus tetragonolobus), ve větším množství pěstovaný zejména v jihovýchodní Asii a na Papui Nové Guineji. Jedlá semena jsou velmi výživná, mají vysoký obsah bílkovin (33 %) a tuků (16 %). Hlízy jsou výživnější než brambory, jako zelenina jsou však využitelné i ostatní části rostliny. Obdobné využití má i méně rozšířený Psophocarpus palustris.